# Petr Benát
Petr Benát (ur. 20 maja 1980 w Děčínie) – czeski piłkarz grający na pozycji pomocnika. W sezonie 2011/12 był zawodnikiem I-ligowej Arki Gdynia.